# هنری شاین
هنری شاین (انگلیسی: Henry Schein) شرکت مراقبت سلامت آمریکایی است، که در سال ۱۹۳۲ تأسیس شد.